# Salmson
A Société des Moteurs Salmson (SMS) ou simplesmente Salmson, foi, entre 1913 e 1962, um dos maiores fabricantes de automóveis e aviões franceses ao lado da Hispano-Suiza, da Farman, da Voisin, da Renault e da Lorraine-Dietrich.
Inicialmente um fabricante de bombas, voltou-se para a fabricação de automóveis e aviões no século XX, retornando à fabricação de bombas na década de 1960, e se expandiu novamente para uma série de produtos e serviços no final do século XX e início do século XXI. Ela está sediada em Chatou e possui instalações de produção em Laval. Possui subsidiárias na Argentina, Itália, Líbano, Portugal, África do Sul e Vietnã.

## Histórico

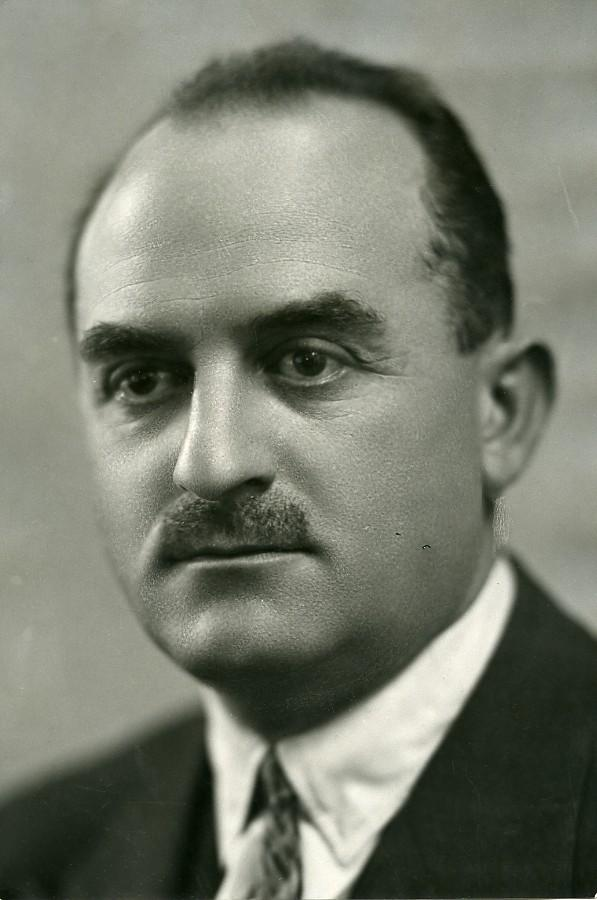
Émile Salmson.

A marca leva o nome de Émile Salmson (1859-1917), filho de Jean-Jules Salmson e neto de Jean-Baptiste Salmson, de origem sueca, que em 1889 abriu uma oficina especializada na área de bombas e motores a vapor em Paris, chamada "Emile Salmson, Ing.", fabricando compressores a vapor e bombas centrífugas para fins ferroviários e militares. Posteriormente, juntou-se aos engenheiros George Canton e Georg Unné, criando a "Emile Salmson et Cie" em 1896 e se expandiu, com a fabricação de elevadores movidos por motores a gasolina de fabricação própria.
A empresa se tornou uma das primeiras a fabricar motores construídos especificamente para aeronaves, começando antes da Primeira Guerra Mundial e continuando até a Segunda Guerra Mundial.
Em Billancourt ela fabricou a série Salmson 9 de motores radiais refrigerados a ar e água. Durante a Primeira Guerra Mundial, a Salmson fez seus primeiros aviões completos, principalmente o avião de caça/reconhecimento de dois lugares, o Salmson 2A2. Eles foram usados em combate tanto pela Força Expedicionária Francesa quanto pela Força Expedicionária Americana. A empresa também desenhou um protótipo de um caça de assento único, o Salmson 3, mas este não foi produzido em grandes quantidades.

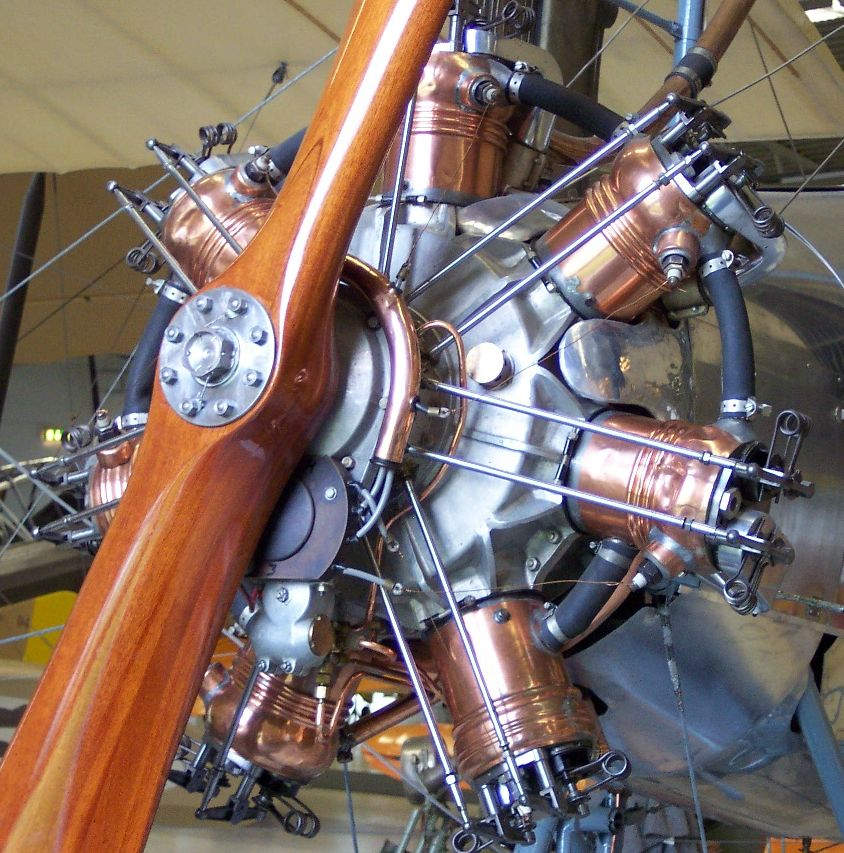
Um motor aeronáutico Salmson M7 radial refrigerado a água.

Aviões Salmson também foram usados para correio aéreo para a Índia em (1911). A fabricação de aviões mudou-se para Villeurbanne, perto de Lyon. Dois recordes mundiais (voo em linha reta e voo em linha reta sem pouso) de distância (2.976,91 Km) foram estabelecidos por Maryse Bastié, que voou de Le Bourget para Moscou usando um avião com motor Salmson (1931).
Depois da Primeira Guerra Mundial, a empresa procurou outros nichos e começou a fabricar carrocerias e, em seguida, carros completos, atividade que perdurou até 1957. A fábrica de Billancourt tornou-se a fábrica de automóveis dirigida por Emile Petit. Como a empresa não tinha experiência em design de automóveis, começou construindo o ciclocarro britânico GN sob licença, exibindo seis carros no Paris Motor Show de 1919.

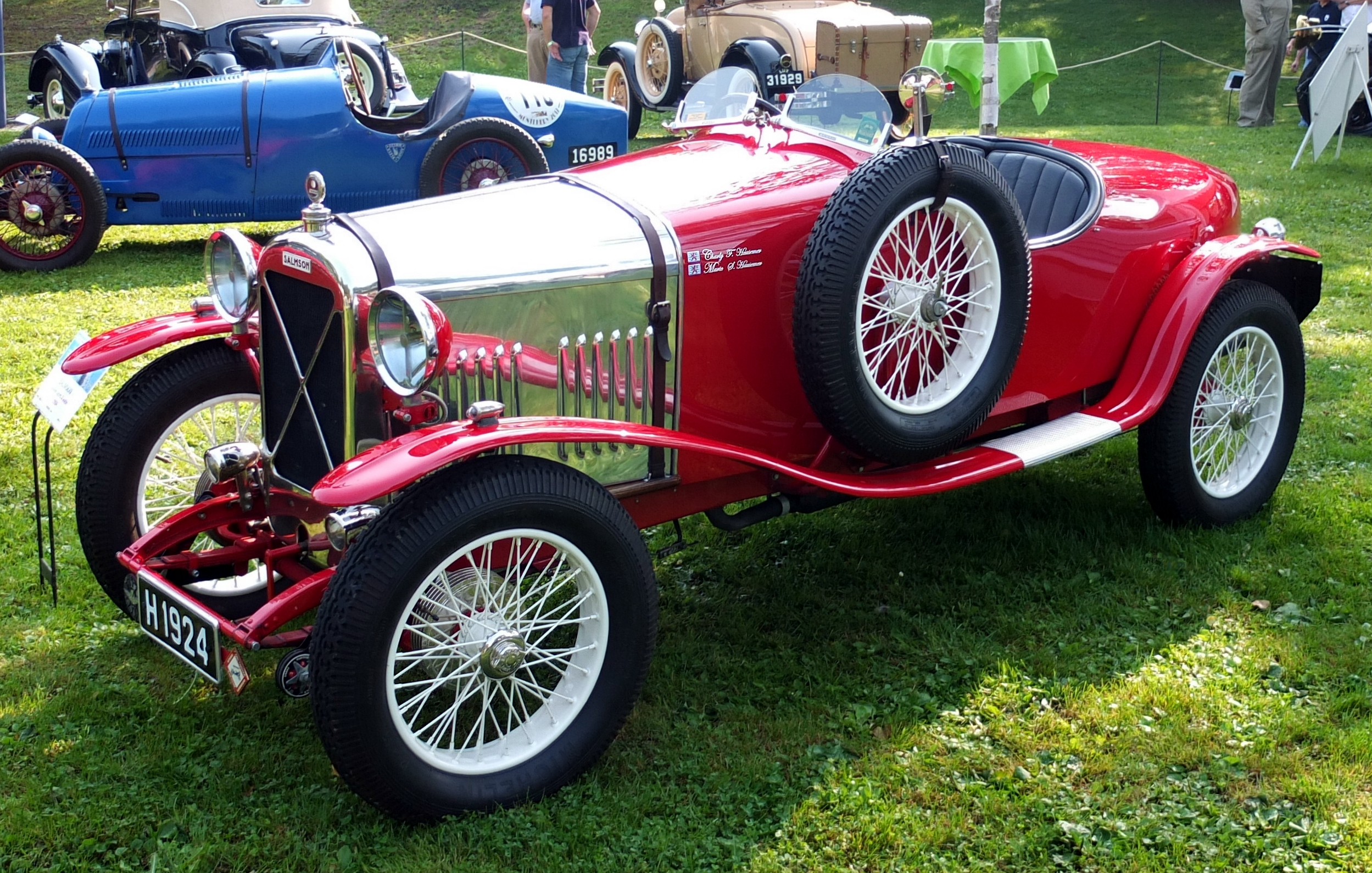
O Salmson VAL 3 Grand Sport (1924).

Em 1922, a parte automotiva da empresa tornou-se uma empresa separada, chamada Société des Moteurs Salmson. O primeiro carro Salmson propriamente dito usava um motor de quatro cilindros projetado por Petit com válvula de engrenagem incomum: uma única haste acionava as válvulas de admissão e exaustão, empurrando para abrir a exaustão e puxando para abrir a admissão. Isso foi usado nos modelos AL de 1921. Mais tarde, no mesmo ano, a empresa construiu seu primeiro motor de came duplo no cabeçote, que foi instalado no tipo D de 1922, embora a maioria da produção inicialmente tenha usado o motor OHV.
A Salmson venceu seis das oito edições do MCF Grand Prix, e sobretudo pela manobrabilidade de seus veículos, vitória, de forma simplesmente absoluta - fora de categorias - em subidas quase sessenta vezes, a partir do morro de Griffoulet (perto de Toulouse) no final de novembro de 1921 ao de Wartberg (perto de Heilbronn) em agosto de 1934.
Após a falência em 1953, todas as atividades terminaram em 1957, a Renault comprou a fábrica. O foco da empresa retornou à a produção de bombas e as instalações mudaram-se para Mayenne em 1961. A empresa foi comprada pela ITT-LMT em 1962 e depois pela Thomson em 1976.

## Produtos

### Aviões
- Hanriot HD.3
- Hanriot H.26
- Hanriot H.31
- Hanriot H.33
- Salmson-Moineau A92H
- Salmson-Moineau S.M.1
- Salmson-Moineau S.M.2
- Salmson 1 A.3[9]
- Salmson 2 A.2[9]
- Salmson 2 Berline[9]
- Salmson 2 de l'Aéropostale
- Salmson 3 C.1[9]
- Salmson 4 Ab.2[9]
- Salmson 5 A.2[9]
- Salmson 6 A.2[9]
- Salmson 7 A.2[9]
- Salmson 16 A.2
- Salmson D-1 Phrygane
- Salmson D-2 Phrygane
- Salmson D-3 Phryganet
- Salmson D-4 Phrygane Major
- Salmson D-6 CriCri
- Salmson D-7 CriCri Major
- Salmson D-21 Phrygane
- Salmson D-211 Phrygane
- Salmson D-57 Phryganet

Alguns dos aviões da Salmson
- O Salmson-Moineau S.M.1 A3
1916
- O Salmson 2A2
1918
- O Salmson D-211 Spr Phrygane
1933
- O Salmson D-6 CriCri
1938

### Motores aeronáuticos

#### Produzidos até 1917
| Nome         | Cil.                      | Ano  | Diâmetro           | Curso              | Capacidade            | Potência                                           | Comentários |
| ------------ | ------------------------- | ---- | ------------------ | ------------------ | --------------------- | -------------------------------------------------- | --- |
| A            | 2 x 7-cil. axiais         | 1908 | 75 mm (2,953 pol)  | 125 mm (4,921 pol) | 7,7 ml (0,47 cu in)   | 37,285 kW (50 hp) a 800 rpm                        | Motor axial apenas um construído para testes de bancada. |
| B            | 2 x 7-cil. axiais         | 1910 | 75 mm (2,953 pol)  | 125 mm (4,921 pol) | 7,7 ml (0,47 cu in)   | 37,285 kW (50 hp) a 800 rpm                        | Motor axial apenas um construído para testes de bancada, refrigerado a água. |
| C            | 2 x 7-cil. axiais         | 1910 | 85 mm (3,346 pol)  | 95 mm (3,740 pol)  | 8 ml (0,49 cu in)     | 44,74 kW (60 hp) a 1.100 rpm                       | Motor axial, com válvulas de entrada, apenas um construído para testes de bancada, refrigerado a água. |
| D            | 2 x 7-cil. axiais         | 1910 | 85 mm (3,346 pol)  | 95 mm (3,740 pol)  | 8 ml (0,49 cu in)     | 44,74 kW (60 hp) a 1.100 rpm                       | Motor axial, com válvulas de entrada, apenas um construído para testes de bancada, refrigerado a água. |
| E            | 2 x 9-cil. axiais         | 1911 | 110 mm (4,331 pol) | 130 mm (5,118 pol) | 22 ml (1,34 cu in)    | 55,93 kW (75 hp)                                   | Motor axial, com válvulas sincronizadas, apenas um construído, refrigerado a água. |
| F            | 2 x 9-cil. axiais         | 1911 | 110 mm (4,331 pol) | 130 mm (5,118 pol) | 22 ml (1,34 cu in)    | 55,93 kW (75 hp) a 1.200 rpm                       | Motor axial, com válvulas de entrada automáticas, apenas um construído, refrigerado a água. |
| K            | 2 x 7-cil. axiais         | 1912 | 85 mm (3,346 pol)  | 105 mm (4,134 pol) | 11 ml (0,67 cu in)    | 63,4 kW (85 hp) a 1.200 rpm                        | Motor axial, com válvulas de entrada automáticas, apenas um construído, refrigerado a água. |
| A7           | 7-cil. radial             | 1911 | 120 mm (4,724 pol) | 140 mm (5,512 pol) | 11 ml (0,67 cu in)    | 59,65 kW (80 hp) – 74,57 kW (100 hp)               | 5 construídos para testes de bancada, refrigerado a água. |
| A9           | 9-cil. radial             | 1912 | 122 mm (4,803 pol) | 140 mm (5,512 pol) | 14,73 ml (0,90 cu in) | 82 kW (110 hp) – 96,94 kW (130 hp)                 | 30 construídos, certificado para 47 horas, em 1914. |
| C9           | 9-cil. radial             | 1912 | 150 mm (5,906 pol) | 180 mm (7,087 pol) | 28,63 ml (1,75 cu in) | 223,7 kW (300 hp)                                  | 1 construído para testes. |
| M7           | 7-cil. radial             | 1913 | 122 mm (4,803 pol) | 140 mm (5,512 pol) | 11,5 ml (0,70 cu in)  | 74,57 kW (100 hp) – 85,75 kW (115 hp)              | 50 construídos para testes de bancada, refrigerado a água. |
| 2M7          | 14-cil. 2-fileiras radial | 1913 | 122 mm (4,803 pol) | 140 mm (5,512 pol) | 23 ml (1,40 cu in)    | 149,1 kW (200 hp) a 1.300 rpm                      | Refrigerado a água – 15 construídos na França 300 na Grã Bretanha. Equipou o Kennedy Giant, o Short Type 166, o Sopwith Bat Boat II, o Sopwith Type C, o Sopwith Type 860 e o Wight Navyplane.                    |
| 2A9          | 18 cyl 2-fileiras radial  | 1913 | 122 mm (4,803 pol) | 140 mm (5,512 pol) | 29,46 ml (1,80 cu in) | 233,7 kW (313 hp) a 1.500 rpm                      | 1 construído para teste de bancada, refrigerado a água. |
| B9           | 9-cil. radial             | 1913 | 122 mm (4,803 pol) | 140 mm (5,512 pol) | 14,73 ml (0,90 cu in) | 104,4 kW (140 hp)                                  | Refrigerado a água, , 300 construídos na França, 106 na Grã Bretanha. Equipou o Short Type 135, o Short S.74 o Short Type 830 e o Voisin LA 5                                                                     |
| M9           | 9-cil. radial             | 1914 | 122 mm (4,803 pol) | 140 mm (5,512 pol) | 14,73 ml (0,90 cu in) | 89,48 kW (120 hp) – 96,94 kW (130 hp)              | Refrigerado a água, 500 construídos na França. Equipou o Voisin LA 3, o Bréguet U2, o Blackburn Type L, e o protótipo do Breguet 14.                                                                              |
| P9           | 9-cil. radial             | 1915 | 122 mm (4,803 pol) | 140 mm (5,512 pol) | 14,73 ml (0,90 cu in) | 111,85 kW (150 hp)                                 | Refrigerado a água, 300 construídos na França, 300 na Rússia. Equipou o Voisin type LA 5 e o Farman HF.27 |
| R9           | 9-cil. radial             | 1915 | 125 mm (4,921 pol) | 140 mm (5,512 pol) | 15,46 ml (0,94 cu in) | 111,85 kW (150 hp) – 119,3 kW (160 hp) a 1.300 rpm | Refrigerado a água, 50 construídos na França, 300 na Rússia. Equipou o Lebed 12, o Anatra DS, e o protótipo do Salmson-Moineau S.M.1 de 1917.                                                                     |
| 9Z           | 9-cil. radial             | 1917 | 125 mm (4,921 pol) | 170 mm (6,693 pol) | 18,7 ml (1,14 cu in)  | 186,4 kW (250 hp) a 1.400 rpm                      | Também conhecido como "Z9", refrigerado a água, 3.000 construídos na França, 56 na Grã Bretanha. Equipou o Salmson 2A2, o Farman 60, o Triplano Voisin, o Caudron C.23, o Hanriot H.26 e o protótipo Vickers Vimy |
| 9Za          | 9-cil. radial             |      |                    |                    |                       |                                                    | Variante do 9Z, equipou o Hanriot HD.3 |
| 9Zm          | 9-cil. radial             |      |                    |                    |                       |                                                    | Variante do 9Z |
| 9Zc          | 9-cil. radial             |      |                    |                    |                       |                                                    | Variante do 9Z |
| CM9          | 9-cil. radial             |      |                    |                    |                       | 194 kW (260 hp)                                    | equipou o Salmson 2 Berline |
| Salmson 18ZA | 18-cil. radial            |      |                    |                    |                       | 373 kW (500 hp)                                    | equipou o Hanriot H.33 |
| Salmson 18ZC | 18-cil. radial            |      |                    |                    |                       | 373 kW (500 hp)                                    | equipou o Hanriot H.31 |

#### Pós Primeira Guerra
Em comum com vários outros fabricantes franceses de motores aeronáuticos, a Salmson nomeou seus motores com o número de cilindros, em seguida, uma letra de série em maiúsculas seguida de letras variantes em minúsculas. Não estão incluídos os motores de 1932 (ver tabela abaixo)
- 3 Ad:
- 5 Ac:
- 5 Ap-01:
- 5 Aq-01:
- 6 Ad:
- 6 TE:
- 6 TE.S:
- 7 Aca:
- 7 Aq:
- 7 M:
- 7 Om:
- 8 As:
- 9 AB:
- 9 ABa:
- 9 ABc:
- 9 Az:
- 9 A2c:
- 9 M:
- 9 Nd:
- 9 P:
- 9 Y:
- 11 B:
- 12 C ou W-12:
- 18 Ab:
- 18 Cm:
- 18 Z:
- Salmson-Szydlowski SH18:

A tabela a seguir lista os motores Salmson refrigerados a ar disponíveis em 1932:
| Nome   | Cil.                      | Ano | Diâmetro           | Curso              | Capacidade             | Potência                       | Peso              |
| ------ | ------------------------- | --- | ------------------ | ------------------ | ---------------------- | ------------------------------ | ----------------- |
| 7 AC   | 7-cil. radial             |     | 100 mm (3,937 pol) | 130 mm (5,118 pol) | 7,150 ml (0,44 cu in)  | 78 kW (105 hp) a 1.800 rpm     | 130 kg (287 lb)   |
| 9 AD   | 9-cil. radial             |     | 70 mm (2,756 pol)  | 86 mm (3,386 pol)  | 2,979 ml (0,18 cu in)  | 33,56 kW (45 hp) a 2.000 rpm   | 68 kg (150 lb)    |
| 9 ADb  | 9-cil. radial             |     | 70 mm (2,756 pol)  | 86 mm (3,386 pol)  | 2,979 ml (0,18 cu in)  | 41 kW (55 hp) a 2.200 rpm      | 74 kg (163 lb)    |
| 9 ADr  | 9-cil. radial             |     | 70 mm (2,756 pol)  | 86 mm (3,386 pol)  | 2,979 ml (0,18 cu in)  | 48,5 kW (65 hp) a 2.700 rpm    | 79 kg (174 lb)    |
| 9 AC   | 9-cil. radial             |     | 100 mm (3,937 pol) | 130 mm (5,118 pol) | 9,189 ml (0,56 cu in)  | 96,94 kW (130 hp) at 1.800 rpm | 170 kg (375 lb)   |
| 9 NC   | 9-cil. radial             |     | 100 mm (3,937 pol) | 140 mm (5,512 pol) | 9,9 ml (0,60 cu in)    | 111,85 kW (150 hp) a 1.800 rpm | 155 kg (342 lb)   |
| 9 NCt  | 9-cil. radial             |     | 100 mm (3,937 pol) | 140 mm (5,512 pol) | 9,9 ml (0,60 cu in)    | 126,77 kW (170 hp) a 1.800 rpm | 165 kg (364 lb)   |
| 9 AB   | 9-cil. radial             |     | 125 mm (4,921 pol) | 170 mm (6,693 pol) | 18,765 ml (1,15 cu in) | 186,4 kW (250 hp) a 1.700 rpm  | 265 kg (584 lb)   |
| 9 NA   | 9-cil. radial             |     | 140 mm (5,512 pol) | 160 mm (6,299 pol) | 22,140 ml (1,35 cu in) | 246 kW (330 hp) a 1.800 rpm    | 292 kg (644 lb)   |
| 9 NAs  | 9-cil. radial             |     | 140 mm (5,512 pol) | 160 mm (6,299 pol) | 22,14 ml (1,35 cu in)  | 41 kW (55 hp) a 1.800 rpm      | 315 kg (694 lb)   |
| 18 AB  | 18-cil. 2-fileiras radial |     | 125 mm (4,921 pol) | 180 mm (7,087 pol) | 39,76 ml (2,43 cu in)  | 410,1 kW (550 hp) a 1.700 rpm  | 150 kg (331 lb)   |
| 18 ABs | 18-cil. 2-fileiras radial |     | 125 mm (4,921 pol) | 180 mm (7,087 pol) | 39,76 ml (2,43 cu in)  | 484,7 kW (650 hp) a 1.700 rpm  | 465 kg (1 025 lb) |

### Carros
- AL (ciclocarro, 1920),
- D-type (1922)
- VAL3 (1922),
- AL3 (1923),
- GSC San Sebastian,
- Gran Sport (GS, 1924-30),
- 2ACT (1926).
- S4 (1929–32)
- S4C (1932)
- S4D (1934)
- S4DA (1935–38)
- S4-61 (1938–51)[11]
- S4E (1938–51)[11]
- Randonnée E-72 (1950–51)[6]
- Randonnée G-72 (1951–54)[6]
- 2300 Sport Coupe (1953 to 1957)[12]